# Prévôt (Ancien Régime)
Sous l'Ancien Régime, le prévôt était un fonctionnaire pouvant occuper plusieurs rôles. En France, le royaume avait été divisé en prévôtés au XIe siècle. Le prévôt pouvait être un agent du roi qui s'occupait des finances, de la justice, de l'administration et de l'ordre public sur un territoire. Il était surtout un officier de justice subalterne (ses décisions pouvant être modifiées par les baillis et sénéchaux) qui jugeait notamment en appel les jugements civils seigneuriaux. L'édit de Crémieu de 1536 donna aux prévôts le droit de juger certaines affaires en première instance.
Le prévôt était élu dans les grandes villes comme Paris qui avait un prévôt particulier.

## Étymologie
Prévôt vient du latin præpositus (placé devant, président).

## En France
Le mot prévôt a plusieurs sens et s’applique à des fonctions anciennes ou actuelles. Il s’applique à des personnes placées à la tête d’une branche du service public pour en assurer la discipline, avec un droit de juridiction.
À partir du XIe siècle, les Capétiens retirent l'administration du domaine royal aux nobles pour la confier à des prévôts, généralement des roturiers aisés, qui possèdent le droit de percevoir les revenus du roi dans leur conscription ou prévôté. Cette pratique, bénéfique pour les finances royales, entraîne rapidement de graves abus et, dès la fin du XIIe siècle, le prévôt est contrôlé par un bailli dit « itinérant » ; puis, au XIIIe siècle, par un bailli et un sénéchal à poste fixe.
Le prévôt était au Moyen Âge l'intendant d'un domaine seigneurial et avait pour rôle d'administrer, de juger et de percevoir les taxes. Il était subordonné au bailli. Il était en outre chargé de gérer les biens et les revenus pour le compte d'un maître, d'un seigneur laïc, ou d'un ecclésiastique. Le prévôt encaissait les revenus et entretenait les bâtiments, châteaux et hôtels royaux. Le prévôt était donc devenu progressivement le représentant du roi dans une fraction du domaine royal. L'ensemble des droits et revenus qu'il prélevait constituait le prévôté[réf. souhaitée]. Au XIVe siècle, les prévôts virent leur pouvoir judiciaire s'étendre pour représenter la juridiction de première instance, d'un point de vue civil comme criminel. Lorsque le roi concédait à une ville une charte de franchises ou de commune, il concédait également le prévôté, c'est-à-dire tous les revenus afférents à celui-ci, moyennant le versement d'une somme fixe. Les abus et plaintes des sujets se sont concentrées sur cet office, au point que la mise en garde des prévôtés devint une des revendications majeures de la population. Les prévôts de « petite naissance » étaient mal vus par le peuple.
Jusqu'à la Révolution française, l'État, faute de moyens, avait recours au système de la vénalité des offices et des charges (affermage). C'est ainsi que les prévôts achetaient une charge et exerçaient la perception des divers impôts en vigueur dans le royaume. Mais ce système posait problème car, de ce fait, les abus étaient nombreux et difficiles à réprimer. 
Concernant les finances, les prévôts se chargeaient de percevoir les rentes, à savoir le cens, le champart qui est prélevé sur les récoltes plus les redevances telles que les revenus des péages (prélevés au niveau des ponts par exemple) ainsi les tonlieux sur les marchandises.

### Le prévôt d'Église
Antérieurement à l'apparition de l'administrateur civil, la fonction de prévôt était une dignité propre aux institutions d'Église, tels les chapitres cathédraux. Elle voisinait en autorité avec celle du doyen. Le rang varia dans le temps et selon les lieux, mais figurait toujours parmi les sommets des chapitres. Des abbayes ou des collégiales disposaient également de prévôts tirés du rang des moines ou des chanoines, à l'image des chapitres cathédraux.

### Le prévôt seigneurial
À l'époque médiévale, les seigneurs importants se dotèrent de prévôts à l'image des prévôts royaux. À la suite des ordonnances du milieu du XVIe siècle, les seigneurs furent sommés de choisir le titre de leur officier de justice et leur interdit de devenir une juridiction d'appel pour des degrés juridictionnels inférieurs. De ce fait, de nombreux seigneurs ne tentèrent pas de les désigner « baillis » puisque cela ne devait pas entraîner la mise en place de degrés juridictionnels. Le titre de « prévôt » était à cette occasion majoritairement choisi. Les institutions d'Église ont le plus souvent opté pour le terme de « maire » qui dans cette acception est strictement synonyme de prévôt. Dans le Bassin parisien, l'effectivité de l'exercice quotidien de la charge reposait sur un lieutenant, souvent recruté au sein des éléments les plus instruits et les plus influents de la population locale (le lieutenant de la prévôté). Sous l'influence des ordonnances royales du XVIe siècle, le prévôt seigneurial était choisi par le seigneur parmi les robins de la ville voisine (procureurs ou avocats) qui assuraient l'interface avec le bailliage royal d'appel. Le prévôt ne se déplaçait dès lors que pour les sessions les plus solennelles de son tribunal.
La prévôt seigneurial exerçait la même fonction que le prévôt royal mais sa juridiction se limitait aux terres seigneuriales, dépendantes du royaume de France.

### Le prévôt de l'hôtel ou grand prévôt de France
Cet officier d'épée, dont la juridiction s'étendait sur le Louvre ainsi que sur toute la Maison du roi, jugeait en premier ressort des causes civiles (l'appel était porté au Grand Conseil) et en dernier ressort des causes criminelles et de police qui touchaient la Cour.

### Le prévôt des marchands
Alors que le roi se refuse à octroyer une charte communale à Paris, il lui faut tolérer une représentation de l'oligarchie urbaine. Le prévôt des marchands et les échevins jouent donc ce rôle. En échange d'un soutien financier sans faille, ce qui peut s'apparenter à une municipalité gère les intérêts des habitants de la ville et de ses marchands. Le titre de prévôt des marchands en découle.
Le prévôt des marchands gérait les mesureurs de blé, les crieurs, les jaugeurs et les taverniers. On devenait prévôt des marchands à titre de fief par don spécial du roi ; le prévôt des marchands percevait les droits à payer pour la livraison et la vérification des mesures. Sous l'Ancien Régime, la fonction se rapproche de celle d'un maire. Le Prévôt des marchands de Paris est le chef de la municipalité parisienne. Un poste équivalent existait à Lyon aussi.

### Le prévôt de Paris
Le prévôt de Paris est l'officier royal placé à la tête du Châtelet. Il est chargé de représenter le roi dans la ville, vicomté et prévôté de Paris. À partir du XVIe siècle, la charge du prévôt est partagée entre le lieutenant civil, le lieutenant criminel et le lieutenant général de police. La charge de prévôt de Paris subsiste cependant jusqu'en 1792.
Le Roi n'a pas institué de bailli à Paris à la fin du XIIe siècle et a laissé subsister le prévôt en place, tolérant l'accroissement de ses attributions par accaparement de celles d'un bailli. Comme dans les autres bailliages, des fonctions sont apparues toujours plus spécialisées dans le cadre de la prévôté de Paris : procureur du Roi, avocat du Roi, receveur, lieutenants. Et ce, dès le début du XVe siècle.

### Prévôt d'armes
Personne qui tient une salle d'armes et qui veille à sa discipline.

### Autres prévôts
Ce titre existe toujours, notamment dans certains corps militaires (par exemple, la Gendarmerie prévôtale), civils ou religieux, pour des officiers chargés d'une juridiction disciplinaire.
On appelle prévôt les représentants d'une maison de Compagnons, à l'Association Ouvrière des Compagnons du Devoir et du Tour de France.